# Modo normal

Vários modos normais de uma rede unidimensional.

Um modo normal de um sistema oscilatório é a frequência na qual a estrutura deformável oscilará ao ser perturbada. Os modos normais são também chamados frequências naturais ou frequências ressonantes. Para cada estrutura existe um conjunto destas frequências que é único.
É usual utilizar um sistema formado por uma massa e uma mola para ilustrar o comportamento de uma estrutura deformável. Quando este tipo de sistema é excitado numa das suas frequências naturais, todas as massas movem-se com a mesma frequência. As fases das massas são exactamente as mesmas ou exactamente as contrárias. O significado prático pode ser ilustrado mediante um modelo de massa e mola de um edifício. Se um terremoto excita o sistema com uma frequência próxima a uma das frequências naturais o deslocamento de um piso (nível) em relação a outro será máximo. Obviamente, os edifícios só podem suportar deslocamentos de até uma certa magnitude. Ser capaz de representar um edifício e encontrar os seus modos normais é uma forma fácil de verificar se o desenho do edifício é seguro. O conceito de modos normais também é aplicável em teoria ondulatória, óptica e mecânica quântica.

## Exemplo - modos normais de osciladores acoplados
Sejam dois corpos (não afectados pela gravidade), cada um deles de massa M, vinculados a três molas com constante característica K. Os mesmos encontram-se vinculados da seguinte maneira:
onde os pontos em ambos os extremos estejam fixos e não se possam deslocar. Utiliza-se a variável x1(t) para identificar o deslocamento da massa da esquerda, e x2(t) para identificar o deslocamento da massa da direita.
Se tomar-se a derivada segunda de x(t) com respeito ao tempo como x″, as equações de movimentos são:
{\displaystyle Mx_{1}''=-K(x_{1})-K(x_{1}-x_{2})\,}
{\displaystyle Mx_{2}''=-K(x_{2})-K(x_{2}-x_{1})\,}
Prova-se uma solução do tipo:
{\displaystyle x_{1}(t)=A_{1}e^{i\omega t}\,}
{\displaystyle x_{2}(t)=A_{2}e^{i\omega t}\,}
Substituindo estas nas equação de movimento, obtém-se:
{\displaystyle -\omega ^{2}MA_{1}e^{i\omega t}=-2KA_{1}e^{i\omega t}+KA_{2}e^{i\omega t}\,}
{\displaystyle -\omega ^{2}MA_{2}e^{i\omega t}=KA_{1}e^{i\omega t}-2KA_{2}e^{i\omega t}\,}
dado que o factor exponencial é comum a todos os termos, pode-se omitir e simplificar a expressão:
{\displaystyle (\omega ^{2}M-2K)A_{1}+KA_{2}=0\,}
{\displaystyle KA_{1}+(\omega ^{2}M-2K)A_{2}=0\,}
O que em notação matricial é:
{\displaystyle {\begin{bmatrix}\omega ^{2}M-2K&K\\K&\omega ^{2}M-2K\end{bmatrix}}{\begin{pmatrix}A_{1}\\A_{2}\end{pmatrix}}=0}
Para que esta equação não tenha uma solução não trivial, a matriz da esquerda deve ser singular, ou seja, o determinante da matriz deve ser igual a zero, portanto:
{\displaystyle (\omega ^{2}M-2K)^{2}-K^{2}=0\,}
Resolvendo para  {\displaystyle \omega }, existem duas soluções:
{\displaystyle \omega _{1}={\sqrt {\frac {K}{M}}}} \,
{\displaystyle \omega _{2}={\sqrt {\frac {3K}{M}}}} \,
Se substitui-se {\displaystyle \omega _{1}} na matriz e se resolve para ({\displaystyle A_{1},A_{2}}), obtem-se (1, 1). Se se substitui {\displaystyle \omega _{2}}, obtem-se
(1, -1).  (Estes vectores são autovectores, e as frequências denominam-se autovalores.)
O primeiro modo normal é:
{\displaystyle {\begin{pmatrix}x_{1}(t)\\x_{2}(t)\end{pmatrix}}=c_{1}{\begin{pmatrix}1\\1\end{pmatrix}}\cos {(\omega _{1}t+\phi _{1})}}
e o segundo modo normal é:
{\displaystyle {\begin{pmatrix}x_{1}(t)\\x_{2}(t)\end{pmatrix}}=c_{2}{\begin{pmatrix}1\\-1\end{pmatrix}}\cos {(\omega _{2}t+\phi _{2})}}
A solução geral é uma sobreposição dos modos normais onde c1, c2, φ1, e φ2, são determinados pelas condições iniciais do problema.
O processo demonstrado aqui pode ser generalizado utilizando o formalismo da mecânica lagrangiana ou mecânica hamiltoniana.

## Ondas estacionárias
Uma onda estacionária é uma forma contínua de modo normal. Numa onda estacionária, todos os elementos do espaço (ou seja as coordenadas (x,y,z)) oscilam com a mesma frequência e em fase (alcançando o ponto de equilíbrio juntas), mas cada uma delas com uma amplitude diferente.
A forma general de uma onda estacionária é:
{\displaystyle \Psi (t)=f(x,y,z)(A\cos(\omega t)+B\sin(\omega t))}
onde f(x, y, z) representam a dependência da amplitude com a posição e o seno e coseno são as oscilações no decurso do tempo.

Onda estacionária gerada pela sobreposição de duas ondas viajantes. Observa-se a onda estacionária de cor negra, a onda de cor celeste desloca-se até à direita, enquanto que a onda de cor vermelha desloca-se até à esquerda. Em cada ponto e instante de tempo a onda negra obtem-se somando os valores de deslocamento nessa posição e esse instante de tempo.

Em termos físicos, as ondas estacionárias são produzidas pela interferência (sobreposição) de ondas e suas reflexões (apesar de que também é possível dizer justamente o oposto; que uma onda viajante é uma sobreposição de ondas estacionárias). A forma geométrica do meio determina qual será o padrão de interferência, ou seja determina a forma  f(x, y, z) da onda estacionária. Esta dependência no espaço é chamada um modo normal.
Usualmente, em problemas com dependência contínua de (x,y,z) não existe um número determinado de modos normais, em mudança existe um número infinito de modos normais. Se o problema está delimitado (ou seja está definido numa porção restringida do espaço) existe um número discreto infinito de modos normais (usualmente numerados n = 1,2,3,...). Se o problema não está delimitado, existe um espectro contínuo de modos normais.
As frequências permitidas dependem dos modos normais como também das constantes físicas do problema (densidade, tensão, pressão, etc.) o que determina a velocidade de fase da onda. A classe de todas as frequências normais é no geral chamado o espectro de frequências. De modo geral, cada frequência está modulada pela amplitude na qual foi gerado, dando lugar a um gráfico do espectro de potência das oscilações.
No âmbito da música, os modos normais de vibração dos instrumentos (cordas, sopro, percussão, etc.) são chamados "harmónicos".

## Modos normais em mecânica quântica
Em mecânica quântica, o estado {\displaystyle \ |\psi \rangle } de um sistema descreve-se pela sua função de onda {\displaystyle \ \psi (x,t)}, a qual é uma solução da equação de Schrödinger. O quadrado do valor absoluto de  {\displaystyle \ \psi } , ou seja:
{\displaystyle \ P(x,t)=|\psi (x,t)|^{2}}
é a densidade de probabilidade de medir a partícula na posição x no tempo t.
Usualmente, quando se relaciona com algum tipo de potencial, a função de onda descompõe-se na sobreposição de autovectores de energia definida, cada um oscilando com uma frequência {\displaystyle \omega =E_{n}/\hbar }. Portanto, pode-se expressar:
{\displaystyle |\psi (t)\rangle =\sum _{n}|n\rangle \left\langle n|\psi (t=0)\right\rangle e^{-iE_{n}t/\hbar }}
Os autovectores possuem um significado físico mais além da base ortonormal. Quando se mede a energia do sistema, a função de onda colapsa num de seus autovectores e portanto a função de onda da partícula descreve-se pelo autovector puro correspondente à energea medida.